# Ononis mauritanica
Ononis mauritanica là một loài thực vật có hoa trong họ Đậu. Loài này được (L.) L. miêu tả khoa học đầu tiên năm 1771.